# Museo Casa del Reloj
El Museo Casa del Reloj fue un museo de la ciudad española de Melilla situado en la Torre de la Vela, en el Primer Recinto Fortificado de Melilla La Vieja. Por él se accede a la Batería Real y a la Capilla de la Enramada.

## Historia
Fue creado gracias a la cesión por parte del artista almeriense Andrés García Ibáñez de parte de su colección a la Ciudad Autónoma de Melilla, que también exhibe parte de su colección artística.